# Kokand
Kokand (ook Khokand of Khoqand, Oezbeeks: Qo'qon; Russisch: Коканд; Tajik/Perzisch-Arabisch:Куканд/کوکند, Tsjagatai: خوقند) is een stad in de viloyat (provincie) Fergana in het oosten van Oezbekistan, aan de rivier de Soch aan de zuidwestelijke rand van de Vallei van Fergana. De stad telt ongeveer 192.500 inwoners (schatting 1999). Kokand bevindt zich op een hoogte van 409 meter, op 228 kilometer ten zuidoosten van Tasjkent, 115 kilometer ten westen van Andizjan en 88 kilometer ten westen van Fergana. De bijnaam van Fergana is "Stad van de Winden" of soms "Stad van het (Wilde) Zwijn".
Kokand bevindt zich op het kruispunt van oude handelsroutes en de kruising van twee hoofdroutes naar de Ferganavallei, waarvan een over de bergen naar het noordwesten naar Tasjkent leidt en de andere naar het westen leidt, door Chodzjand. Hierdoor vormt Kokand het belangrijkste transportknooppunt in de Ferganavallei.

## Geschiedenis

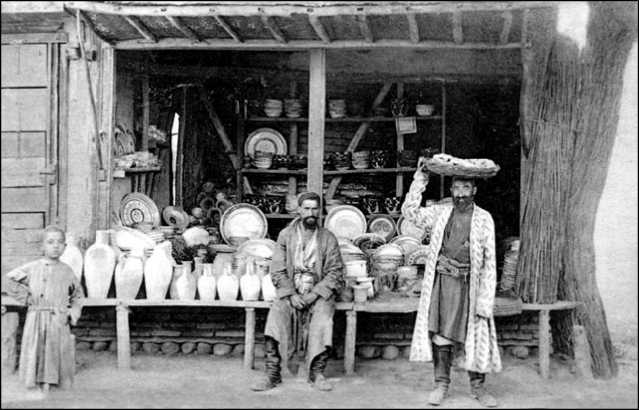

Kokand bestaat al sinds de 10e eeuw, toen het nog Chavakend (Khakavend) werd genoemd en kwam vaak voor in reisverslagen van de karavaanroute tussen India en China. De Mongolen verwoestten Kokand in de 13e eeuw. Tussen 1571 en 1626 vormde de stad onderdeel van het emiraat Bochara.
De huidige stad kent haar oorsprong in een fort dat werd gebouwd in 1732 op de locatie van een ouder fort genaamd Eski-Koergan. In 1740 werd de stad uitgeroepen tot hoofdstad van het gelijknamige Oezbeekse kanaat Kokand, dat op haar hoogtepunt rond de jaren '20 van de 19e eeuw gebieden tot aan Kyzyl-Orda in het westen en Pisjpek (Bisjkek) in het noordoosten omvatte (het huidige Zuid-Kazachstan, Kirgizië en een groot deel van Tadzjikistan). Kokand vormde ook het belangrijkste religieuze centrum van de Ferganavallei, waar zich ruim 300 moskeeën bevonden.
In 1876 veroverden tsaristische Russische legers onder leiding van Michail Skobelev, de stad en het ganse kanaat dat daarna bij het generaal-gouvernement Turkestan werd gevoegd. Tussen 1917 en 1918, in de nadagen van de Russische Revolutie, waren de islamitische Jadiden er de baas en stichtten er de kortstondige Voorlopige Regering van Autonoom Turkestan (of Autonoom Kokand). In de nacht van 6 op 7 februari 1918 vielen troepen van de Tasjkentsovjet de stad aan en veroverden haar na zware straatgevechten waarbij er vele slachtoffers vielen. Bij de aanval werden naar schatting 10.000 tot 15.000 soldaten en burgers gedood of vermoord.
Sinds de onafhankelijkheid van Oezbekistan in 1991 is de stad sterk uitgebreid met nieuwe wijken en publieke gebouwen. Ook verschenen er veel nieuwe winkels, cafés, restaurants en andere horecagelegenheden. In het post-communistische Kokand zijn veel straten hernoemd van hun oude (Sovjet-)Russische namen naar Oezbeekse namen.

## Economie, onderwijs en cultuur
Kokand is een van de centra voor de productie van kunstmest, chemicaliën, machines en katoenproducten en voedingsmiddelen. In de stad bevinden zich twee onderzoeksinstituten, 9 colleges en lyceums, meer dan 40 middelbare scholen, 5 muziekscholen, een dramatheater en 20 bibliotheken. De stad telt 7 musea. Er bevinden zich geen universiteiten in de stad; de dichtstbijzijnde bevinden zich in de provinciehoofdstad Fergana.
De stad heeft echter haar oude structuur grotendeels behouden en bestaat uit een oude en nieuwe stad. De nieuwe stad werd in de hoogtijdagen van het kanaat gevuld met handelsbedrijven, kantoren, banken, huizen van industriëlen, die grotendeels bewaard gebleven zijn. De oude stad vormt het religieuze centrum, al wordt het religieuze leven door president Karimov sterk in de gaten gehouden uit angst voor opstanden door islamitische onafhankelijkheidsbewegingen.
Rondom de stad bevinden zich veel katoenvelden en groenteplantages.

## Bezienswaardigheden
- Paleis van Chudajar Kan (de laatste kan van het kanaat, gebouwd tussen 1863 en 1873), een van de grootste en rijkst versierde paleizen in Centraal-Azië. Van de oorspronkelijke 193 kamers zijn 19 bewaard gebleven en vormen nu een museum
- Jummimoskee (gebouwd tussen 1800 en 1812), een vrijdagmoskee met een capaciteit van 10.000 moslims
- Amin Beg-madrassa (1813)
- Dachma-I-Sjochon (gebouwd rond 1830), necropolis van de kans van Kokand
- Hamzamuseum, gewijd aan de belangrijkste Sovjetheld van de stad, Hamza Hakimzade Niyazi (1889-1929), een bolsjewistische propagandist, eerste nationale dichter van de Oezbeekse SSR en schrijver van de eerste Oezbeekse literatuur

## Geboren
- Hamza Hakimzoda Niyoziy (1889-1927), Oezbeeks-Russische dichter, prozaschrijver, dramaturg en componist
- Nasir Tjurjakulow (1893-1937), Sovjet-Oezbeekse diplomaat en turkologist
- Gert Karl Schaefer (1920-1996), Duitse acteur
- Jadgar Nasriddinowa (1920-2006), Sovjet-Oezbeekse politicus
- Schuchrat Abbassow (1931), Sovjet-Oezbeekse regisseur
- Tatjana Kotova (1976), Russisch verspringster
- Elshod Rasulov (1986), Oezbeeks bokser